# 竹重貞蔵
竹重 貞蔵（たけしげ ていぞう、1905年3月-1997年8月5日）は、日本の都市計画家。土地区画整理技術者。
戦後広島の戦災復興都市計画立案、また1955年発足した日本住宅公団の初期事業に携わる。
福岡県旧甘木町（現朝倉市）生まれ。

## 経歴・人物
- 旧制第五高等学校を経て、1931年、九州帝国大学（現・九州大学）工学部土木工学科卒業
- 1931年、内務省都市計画福岡地方委員会勤務。福岡県と兼任。
- 1939年、内務省計画局が設置され、第一技術課技師となる
- 1940年、神宮関係施設造営所工務課長に就任、神都計画担当
- 1943年、広島県土木部都市計画課長就任、都市計画広島地方委員会技師兼任
- 1947年、愛知県土木部計画課長に転出
- 1955年、日本住宅公団が創設され、宅地部長に就任
- 1961年以降は、社団法人全国土地区画整理組合連合会理事を務めるかたわら、銀座パーキングセンターKK、日本都市計画学会事務局、福岡土地区画整理協会に勤務

17歳から胸を病み青年壮年期30年間大半を病床に送っていたというが、著書の土地区画整理用語辞典を編纂したのは80歳の時である。
広島県時代は後に市長となった浜井信三助役が1946年当時に原爆ドーム周辺を公園用地に指定した。このため県都市計画課長だった竹重は独断で取り壊し中止を決定し国からの解体予算危険建造物整理事業補助を返上。残すかどうかの決定を先送りにした。また公園の都市計画決定の際、世界平和復興を「記念」する公園として制定した。
愛知県時代は通常の都市計画業務と一宮市と岡崎市の戦災復興事業の他に小幡緑地、大高緑地、牧野が池緑地などの公園緑地整備事業と、中京競馬場、愛知カントリークラブなどの建設業務も所管した。
公団時代、宅地部は発足時はリーダーズ・ダイジェスト日本支社の別館に事務所を設けられていた。業務執行に必要な規定や基準制定に関わり、土地の先買で事業効率を図る。常盤平団地の開発事業で日本都市計画学会賞受賞者に名を連ねる。公団時代はさらに衛星都市の開発について、その質を高めるため理事連中を賢明に説得し、道路は地下にはできるだけ当初から下水網を完備し舗装率を高くし、つとめて曲線カーブを採用している。

## 著書
- 広島市戦災復興記念誌竹重貞蔵寄稿文「49 年前を回顧して 広島市の戦災復興都市計画の構想」
- 区画整理叢書第1巻・土地区画整理入門 （社)全国土地区画整理組合連合会
- 区画整理叢書第2巻・土地区画整理組合事業の手引き（社)全国土地区画整理組合連合会 1974
- 区画整理叢書第3巻・換地設計の手引き（社)全国土地区画整理組合連合会 1982
- 区画整理叢書第4巻・土地区画整理用語辞典（社)全国土地区画整理組合連合会 1985